# Regimentul 5 Vânători (1916-1918)
Regimentul 5 Vânători a fost o unitate de nivel tactic, care s-a constituit la 14/27 august 1916, prin mobilizarea unităților și subunităților existente la pace aparținând de Batalionul 5 Vânători din armata permanentă, dislocat la pace în garnizoana Craiova. :p. 123 
Regimentul a făcut parte din organica Diviziei 2 Infanterie. La intrarea în război, regimentul a fost comandat de locotenent-colonelul Traian Epure. Regimentul 5 Vânători a participat la acțiunile militare pe frontul românesc, pe toată perioada războiului, între 14/27 august 1916 - 28 ocotmbrie/11 noiembrie 1918.

## Participarea la operații

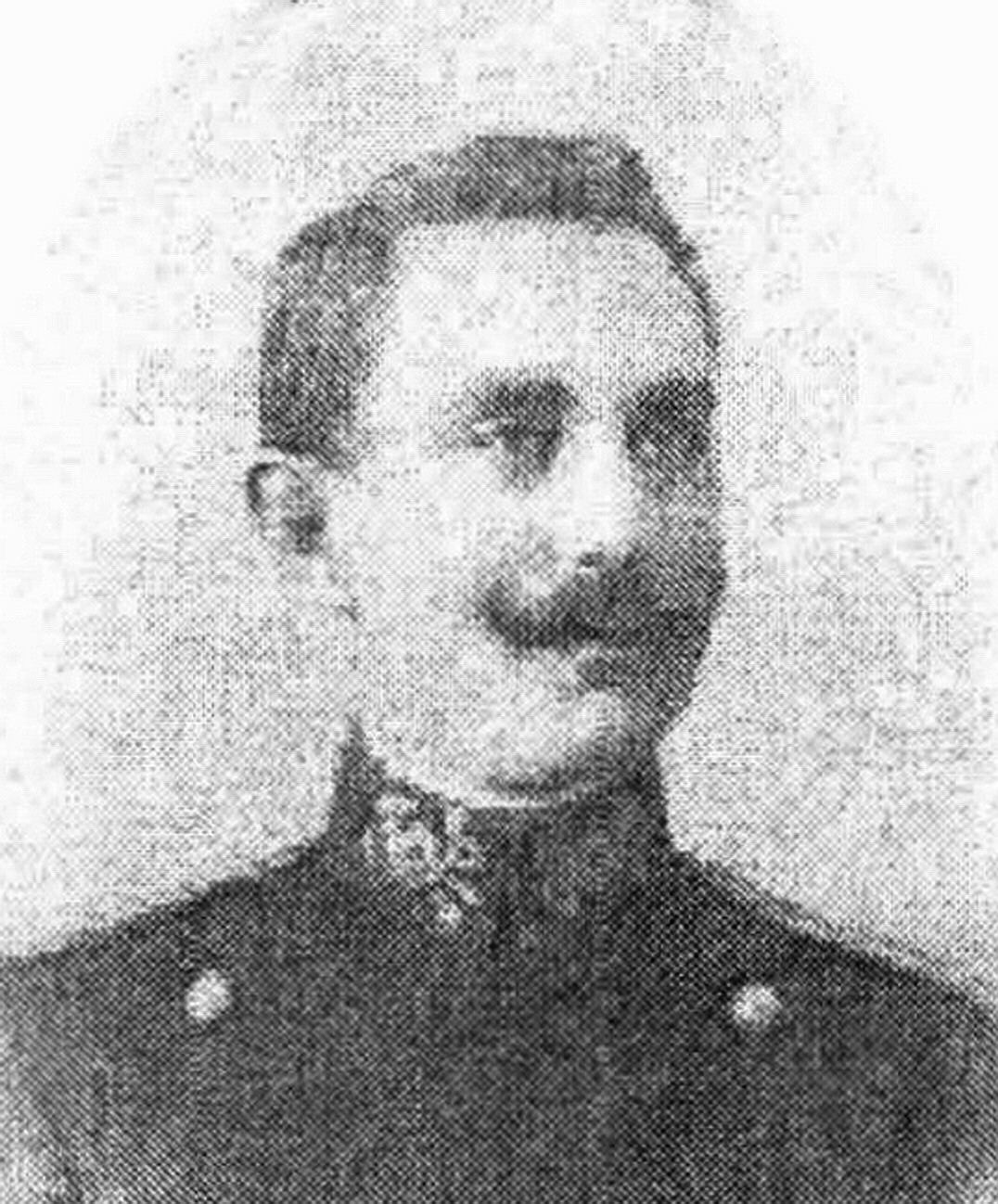
Locotenent-colonelul Traian Epure, comandantul regimentului în campania din 1916

### Campania anului 1916
În campania anului 1916 Regimentul 5 Vânători a participat la acțiunile militare în dispozitivul de luptă al Diviziei 2 Infanterie și Diviziei 2/5 Infanterie, participând la Acțiunile militare din Dobrogea și Bătălia pentru București. 

### Campania anului 1917
În campania anului 1917 Regimentul 5 Vânători a participat la acțiunile militare în dispozitivul de luptă al Diviziei 2 Infanterie, participând la Bătălia de la Mărășești . În această campanie, regimentul a fost comandat de locotenent-colonelul Gheorghe Diamandi.

### Campania anului 1918
În anul 1918 Regimentul 5 Vânători a făcut parte din Brigada 1 Vânători, din organica Diviziei 1 Vânători. :pp. 197-198

## Comandanți
- Locotenent-colonel Traian Epure
- Locotenent-colonel Gheorghe Diamandi